# Кад се сетим среће
„Кад се сетим среће“ је југословенски филм из 1967. године. Режирао га је Марио Фанели, а сценарио је писао Александар Поповић.

## Улоге
| Глумац         | Улога |
| -------------- | ----- |
| Хелена Буљан   |       |
| Борис Бузанчић |       |
| Иво Сердар     |       |